# Arachniodes webbiana
Arachniodes webbiana é uma espécie de feto pertencente à família Dryopteridaceae.
A autoridade científica da espécie é (A. Braun) Schelpe, tendo sido publicada em Boletim da Sociedade Broteriana, sér. 2, 41: 203. 1967.
É nativa da região da Madeira e em África, desde o Quénia até à África do Sul, ocorrendo em biomas subtropicais.

## Portugal
Trata-se de uma espécie presente no território português, nomeadamente no Arquipélago da Madeira.
Em termos de naturalidade é nativa e endémica da região atrás referida.

## Protecção
Não se encontra protegida por legislação portuguesa ou da Comunidade Europeia.